# Magiek
Magiek (Engels: Magyk) is het eerste boek uit de boekenreeks Septimus Heap, geschreven door Angie Sage. Magiek kwam in maart 2005 uit in het Engels en in april 2005 in het Nederlands. In 2009 is een hervertaling uitgegeven.

## Inhoud
Het verhaal begint wanneer Silas Heap een op midwinternacht een bundeltje vindt in de sneeuw. Er zit een meisje in. Silas en zijn vrouw Sarah nemen het meisje op in hun gezin en noemen haar Jenna. (Dat heeft de Buitengewone Tovenares Marcia Overstrand gevraagd aan Silas.) Diezelfde nacht wordt hun zevende kind Septimus Heap vermist
10 jaar later. Opeens komt alles over Jenna terug naar boven. Marcia wordt gewaarschuwd door de geest van Alther Mella, de vorige Buitengewone Tovenaar, die 10 jaar geleden is vermoord. Zij gaat naar de Heaps, waar ze Jenna vertelt dat zij de Prinses van de Burcht is, en haar moeder net als Alther 10 jaar geleden vermoord is door een Sluipmoordenares. Zij neemt Jenna mee naar de Tovenaarstoren, waar ze een ingesneeuwde wacht vinden. Die nemen ze mee naar binnen, en het enige wat die jongen dan zegt, is dat hij 'Jongen 412' (spreek uit vier-één-twee) heet en bij het Jonge Leger is, een leger opgesteld door DomDaniël, diegene die Alther en Jenna's moeder liet vermoorden. Vanaf dan zegt hij geen woord meer. Dan moeten Marcia, Jenna, Jongen 412, Silas en Nicko Heap vluchten voor de handlangers van DomDaniël. Ze besluiten naar Tante Zelda te gaan, de Witte Heks, die in de Moerassen van Moerrem woont, op Draggeneiland. Daar zijn ze veilig. Jenna, Nicko en Jongen 412 gaan dan over Draggeneiland wandelen, waar 412 een 'Magieke ring' vindt. Silas keert terug naar de Burcht, wanneer hij zijn vrouw bericht gaat geven. Hij komt echter niet terug. Marcia, die iets nodig had, gaat ook terug naar de Burcht, maar komt in handen van DomDaniël, de Buitengewone Tovenaar van vóór Alther. Jenna, Nicko, 412 en tante Zelda zitten ondertussen vast op Draggeneiland. Ze weten dat DomDaniël aan de Rivier op hen zit te wachten op zijn boot, De Wreker. Ze horen dat Marcia aan boort is, en besluiten haar te redden (ondertussen is Jongen 412 begonnen met spreken). Dankzij een Onzichtbaarheidsspreuk die ze nog van Marcia hebben geleerd, komen ze erachter dat de Buitengewone Tovenares wel degelijk aan boord is. Dan komen ze erachter dat er in de geheime gang achter tante Zelda's kast een speciale boot ligt, de Drakenboot. Hij behoorde toe aan Hotep-Ra, de eerste Buitengewone Tovenaar. Jenna komt erachter dat ze, doordat ze Prinses is, met haar gedachten met de draak kan communiceren. Jongen 412 kan de Drakenboot besturen, en communiceren met haar doordat hij in haar ogen kan lezen wat ze wil zeggen. Met behulp van de Drakenboot redden ze Marcia uit DomDaniëls handen. Marcia vraagt 412 later of hij haar Leerling wil worden, wat jongen 412 echter niet wil accepteren, omdat hij denkt dat de ring wel Magiek is, maar hij niet. Na nog een aanval van DomDaniël afgeslagen te hebben (en DomDaniël vermoord te hebben), vraagt ze het nog een keer. Dan zegt Jongen 412 wel ja. Iedere Buitengewone Tovenaars-Leerling mag iets vragen wat hij wil, en jongen 412 wil weten wie hij is. Dankzij tante Zelda is dat mogelijk, als ze in de eendenvijver kijken. Dan komen ze erachter dat jongen 412 eigenlijk Septimus Heap is, die iedereen al 10 jaar dood waande. Septimus en Jenna komen er dan achter dat ze zoiets als een 'aangenomen tweeling' zijn: ze zijn beiden 10 jaar geleden op midwinternacht geboren.

## Schrijfwijze, vetgedrukte woorden en woorden met hoofdletters
De boeken van Septimus Heap zijn wat anders dan andere boeken. Alle woorden die met Magiek te maken hebben, zijn vetgedrukt en met een Hoofdletter. Dat is om aan te geven dat het met Magiek te maken heeft. Een tweede punt is dat alle woorden die in verband staan met Magiek, Alchemie en Geneesconst op een andere wijze zijn geschreven. Als voorbeeld nemen we het woord 'Magiek'. Magiek wordt al in het vet en met hoofdletter geschreven. 'Magiek' in gewoon Nederlands is eigenlijk 'magie', en in het Engels 'magic'. Angie Sage heeft zich laten inspireren door de oude Engelse schrijfwijze. 'Magic' schreef men vroeger anders: 'magyck'. De schrijfster heeft zich daar door laten inspireren en 'magyck' naar 'Magyk' laten veranderen. Daardoor is ook in de Nederlandse versie 'Magyk' naar 'Magiek' verandert, in plaats van de normale schrijfwijze.

## Nieuwe personages
- Septimus Heap (Jongen 412): de hoofdrolspeler, later Leerling Buitengewone Toverkunst
- Jenna Heap: de Prinses
- Nicko Heap: Septimus' jongste broer, Leerling-Botenbouwer
- Simon Heap: Septimus' oudste broer
- Sam, Jo-Jo, Edd en Erik Heap: Septimus' vier oudere broers, gaan in het Woud wonen
- Silas en Sarah Heap: vader en moeder van de jonge Heaps
- Zelda Zanuba Heap (Tante Zelda): tante van de jonge Heaps, Witte Heks
- Marcia Overstrand: Buitengewone Tovenares
- Alther Mella: geest, vorige Buitengewone Tovenaar
- Merrin Meredith: Leerling van DomDaniël
- De Jager: helper van DomDaniël
- DomDaniël: Buitengewone, Duystere Tovenaar vóór Alther, wil de macht grijpen
- Stanley (Rat 101): een Boodschaprat
- Lucy Gringe: het liefje van Simon
- Meneer Gringe: Poortwachter aan de Noordpoort, vader van Lucy
- Sally Mullin: uitbaatster van café
- Drakenboot: boot van Hotep-Ra
- Groezel: "huisdier" van Tante Zelda
- Morwenna: de Heksenmoeder van de Holderheksen
- Sally Mullin: heeft een café in de burcht.

Magiek (2005) · Vlught (2006) · Elixer (2007) · Queeste (2008) · Sirene (2009) · Duyster (2011) · Vuer (2013)

Lijst van personages